# Хаусхофер, Марлен
Марлен Хаусхофер (Мария Хелена Фрауэндорфер, нем. Marlen Haushofer, Marie Helene Frauendorfer; 11 апреля 1920[…], Мольн, Верхняя Австрия — 21 марта 1970[…], Вена) — австрийская писательница.

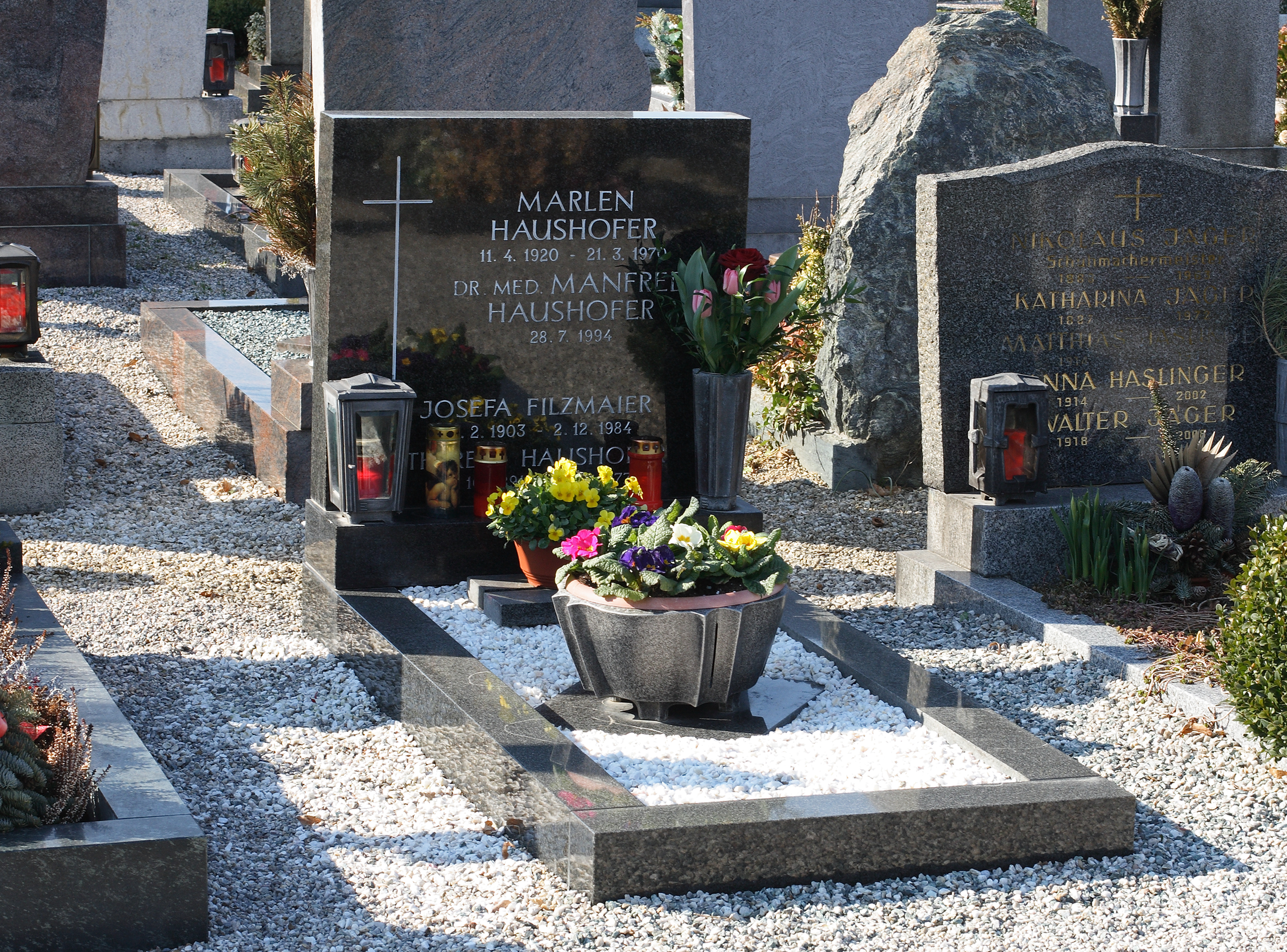
Могила Хаусхофер на кладбище в Штайре

## Биография
Дочь лесника и служанки. С 13 лет воспитывалась в интернате при монастыре урсулинок, несколько раз тяжело болела. В 1938—1940 годах находилась на принудительных работах. С 1940 года изучала германистику в Вене, с 1943 года — в Граце. В 1941 году вышла замуж за врача-дантиста (уже беременная от другого человека), взяла фамилию мужа. С 1946 года начала публиковать рассказы в периодике. В 1950 году супруги разошлись, в 1957 году воссоединились. Писательница растила двух сыновей, вела домашнее хозяйство, много работала.
Умерла от рака кости.

## Творчество
Наиболее известен её квазифантастический роман-робинзонада Стена (1963, несколько раз переиздан, переведен на ряд языков, экранизирован, экранизация получила ряд премий). После полутора десятилетий забвения интерес к творчеству Хаусхофер с середины 1980-х годов возродился, и не только в Австрии: её книги были переизданы, переведены на многие языки, им посвящена обширная литература.

## Книги
- Пятый год/ Das fünfte Jahr. Novelle. Jungbrunnen, Wien 1952 (повесть о сыне; фр. пер. 1992)
- Eine Handvoll Leben. Roman. Zsolnay, Wien 1955
- Die Vergißmeinnichtquelle. Erzählungen. Bergland, Wien 1956
- Die Tapetentür. Roman. Zsolnay, Wien 1957 (переизд.: Deutscher Taschenbuch-Verlag, München 1991; фр. пер. 1988; англ. пер. 1998)
- Wir töten Stella. Erzählung. Wien 1958 (голл. пер. 1987, переизд. 2011; фр. пер. 1995)
- Стена/ Die Wand. Roman. Mohn, Gütersloh und Wien 1963 (переизд.: Claassen, Düsseldorf 1968; Klett, Stuttgart 1986; Deutscher Taschenbuch-Verlag, München 1991 ; фр. пер. 1985; голл. пер. 1987, переизд. 1992, 2009; швед. пер. 1988; англ. пер. 1990; роман экранизирован в 2012, в главной роди Мартина Гедек )
- Bartls Abenteuer. Forum, Wien 1964 (переизд.: Claassen, Düsseldorf 1988; Deutscher Taschenbuch-Verlag, München 1990; Ullstein, München 2002; голл. пер. 1991)
- Brav sein ist schwer. Kinderbuch. Jugend und Volk, Wien 1965 (детская литература, переизд.: G und G, Wien 2003)
- Himmel, der nirgendwo endet. Roman. Mohn, Gütersloh 1966 (переизд.: Claassen, Düsseldorf 1969; Fischer, Frankfurt am Main 1986; фр. пер. 1989; голл. пер. 1989, переизд. 2012; швед. пер. 1992)
- Lebenslänglich. Erzählungen. Stiasny, Graz 1966
- Müssen Tiere draußen bleiben? Jugendbuch. Jugend und Volk, Wien 1967 (книга для юношества, переизд.: Deutscher Taschenbuch-Verlag, München 1993)
- Schreckliche Treue. Erzählungen. Claassen, Düsseldorf 1968 (переизд.: Deutscher Taschenbuch-Verlag, München 1990)
- Wohin mit dem Dackel? Jugendbuch. Zsolnay, Wien 1968 (книга для юношества, переизд.: G und G, Wien 2004)
- Die Mansarde. Roman. Claassen, Düsseldorf 1969 (переизд.: Fischer, Frankfurt am Main 1990; Deutscher Taschenbuch-Verlag, München 1999; фр. пер. 1987; голл. пер. 1989, переизд. 2011; швед пер. 1990)
- Schlimm sein ist auch kein Vergnügen. Kinderbuch. Jugend und Volk, Wien 1970 (детская литература, переизд.: G und G, Wien 2003)

## Посмертные издания
- Begegnung mit dem Fremden. Gesammelte Erzählungen I. Claassen, Düsseldorf 1985 (переизд.: ; Claassen, Hildesheim 1985; Deutscher Taschenbuch-Verlag, München 1990; голл. пер. 1991; фр. пер. 1994)
- Die Frau mit den interessanten Träumen. Erzählungen. Deutscher Taschenbuch-Verlag, München 1990
- Marlen Haushofer: Die Überlebenden. Unveröffentlichte Texte aus dem Nachlaß. Aufsätze zum Werk. / Christine Schmidjell, Hrsg. Linz (Landesverlag) 1991

## Издания на русском языке
- Стена. СПб.: Фантакт, 1994
- Мы убили Стеллу, перевод С.Фридлянд, (Сборник Мимо течёт Дунай, Современная австрийская новелла. Москва: издательство Прогресс, 1971)

## Признание
- 1953: Государственная поощрительная премия по литературе
- 1956: премия Теодора Кёрнера
- 1963: премия Артура Шницлера
- 1965: премия г. Вена по детской литературе
- 1967: премия г. Вена по детской литературе
- 1968: Государственная поощрительная премия по литературе

В Штайре, где прошла значительная часть жизни писательницы и где она похоронена, учреждена премия её имени (присуждается каждые два года).

## Экранизации
В 2012 году Юлиан Пельслер снял фильм «Стена» (нем. Die Wand) основанный на одноимённом романе Марлен Хаусхофер.